# Coverkill
Coverkill je cover studiové album americké thrashmetalové skupiny Overkill, které vyšlo 26. října 1999 přes vydavatelství SPV. Album se skládá z cover písní od skupin, kteří kapelu ovlivnily.

## Seznam skladeb
| Pořadí         | Název               | Autor          | Délka |
| -------------- | ------------------- | -------------- | ----- |
| 1.             | Overkill            | Motörhead      | 4:16  |
| 2.             | No Feelings         | Sex Pistols    | 2:37  |
| 3.             | Hymn 43             | Jethro Tull    | 2:59  |
| 4.             | Changes             | Black Sabbath  | 4:58  |
| 5.             | Space Truckin'      | Deep Purple    | 4:00  |
| 6.             | Deuce               | KISS           | 3:05  |
| 7.             | Never Say Die!      | Black Sabbath  | 3:24  |
| 8.             | Death Tone          | Manowar        | 4:24  |
| 9.             | Cornucopia          | Black Sabbath  | 4:46  |
| 10.            | Tyrant              | Judas Priest   | 4:00  |
| 11.            | Ain't Nothin' to Do | Dead Boys      | 2:13  |
| 12.            | I'm Against It      | Ramones        | 2:43  |
| Celková délka: | Celková délka:      | Celková délka: | 43:22 |

## Obsazení
- Bobby "Blitz" Ellsworth – zpěv
- D.D. Verni – baskytara
- Dave Linsk – sólová kytara
- Joe Comeau – rytmická kytara (2, 5, 9)
- Tim Mallare – bicí

#### Hosté
- Merritt Gant – kytary, doprovodný zpěv (11)
- Rob Cannavino – kytary, doprovodný zpěv (11)
- Bobby Gustafson – kytary, doprovodný zpěv (12)
- Sid Falck – bicí (11, 12)